# Spirama chimista
Spirama chimista là một loài bướm đêm trong họ Erebidae.